# Scharlaken schijnpaapje
Het scharlaken schijnpaapje (Epthianura tricolor) is een zangvogel uit de familie Meliphagidae (honingeters).

## Verspreiding en leefgebied
Deze soort is endemisch in een groot deel van het binnenland van Australië.

## Status
De grootte van de populatie is niet gekwantificeerd maar de soort wordt omschreven als soms zeer algemeen. Op de Rode lijst van de IUCN heeft deze soort de status niet bedreigd.